# Veere
Veere  è una municipalità dei Paesi Bassi di 21 932 abitanti situata nella provincia della Zelanda.